# Leevre
Leevre – wieś w Estonii, prowincji Rapla, w gminie Märjamaa.